# Suillia sororcula
Suillia sororcula är en tvåvingeart som beskrevs av Leander Czerny 1926. Suillia sororcula ingår i släktet Suillia och familjen myllflugor. Inga underarter finns listade i Catalogue of Life.